# Kućibreg
Kućibreg (wł. Cucibreg) – wieś w Chorwacji, w żupanii istryjskiej, w mieście Buje. W 2011 roku liczyła 19 mieszkańców.